# Крыжановский, Владимир Романович
Владимир Романович Крыжановский (укр. Володимир Романович Крижанівський; род. 24 июля 1971, Ивано-Франковск) — украинский футболист, выступавший на позиции полузащитника

## Биография
В 1993 году начал выступления за коллективы, принимавшие участие в чемпионате Украины среди любителей. В 1995 году дебютировал в профессиональных соревнованиях, в составе клуба «Калуш» из одноимённого города. В течение двух сезонов был одним из основных игроков команды и одним из лучших бомбардиров бомбардиров второй лиги, чем привлёк внимание клуба первого дивизиона — житомирского «Полесья», куда игрок перешёл в 1997 году, однако уже спустя полгода Крыжановский вернулся в «Калуш». В 1998 году был арендован ивано-франковским «Прикарпатьем», в составе которого 12 сентября 1998 года дебютировал в высшей лиге чемпионата Украины, выйдя в стартовом составе в домашнем матче против львовских «Карпат» (после первого тайма был заменен Анатолием Редушко). Всего в высшем дивизионе провёл 4 игры. Во время зимнего перерыва в сезоне 1998/99 игрок перешёл в хмельницкое «Подолье», цвета которого защищал на протяжении года
Первую половину 2000 года провёл в любительском «Техно-Центре» из Рогатина. Перед началом нового сезона вернулся в профессиональный футбол, став игроком александрийской «Полиграфтехники», которой своей игрой помог завоевать бронзовые награды первой лиги и впервые в истории получить право на выход в высший дивизион. Тем не менее, перед стартом александрийцев в высшей лиге покинул команду и вернулся в Калуш. В первом же, после возвращения, сезоне в составе команды (к тому времени называвшейся «Лукор») забил 27 голов в 30 матчах, став лучшим бомбардиром второго дивизиона, 28 мая 2002 года, в игре против «Тернополя» отличившись пятью мячами. Следующий чемпионат начал в составе кировоградской «Звезды», в составе которой стал победителем первой лиги чемпионата Украины, за что был удостоен звания «Мастер спорта Украины». В 2003 году вернулся в родную Ивано-Франковщину, где стал игроком ивано-франковского «Спартака», за который выступал на протяжении полугода. Уже во время зимнего перерыва в сезоне 2003/04 покинул команду, после чего некоторое время играл в любительских коллективах. Летом 2004 года стал игроком ивано-франковского «Факела», дебютировавшего во второй лиге. Цвета команды защищал на протяжении трёх сезонов, в составе «Факела» провёл последнюю игру на профессиональном уровне в 2006 году. Завершив карьеру выступал за любительские и ветеранские коллективы.

### Преподавательская и функционерская деятельность
Закончив школу, в 1988 году поступил в Ивано-Франковский институт нефти и газа, на механический факультет. После окончания вуза в 1993 году получил квалификацию инженера-механика. Во время учебы выступал за сборную команду института по футболу. В 2007 году стал преподавателем на кафедре физического воспитания и спорта Ивано-Франковского национального технического университета нефти и газа, со временем получил звание доцента. Также тренировал университетскую футбольную команду «Факел-ИФНТУНГ», с которой в 2009 году стал чемпионом Украины среди студентов. За весомый вклад в развитие студенческого спорта тренеру было присвоено звание «Заслуженный работник физической культуры и спорта Украины». В мае 2017 года Владимир Крыжановский был избран председателем Ивано-Франковской городской федерации футбола.

## Достижения
- Победитель первой лиги чемпионата Украины: 2002/03
- Бронзовый призёр первой лиги чемпионата Украины: 2000/01
- Серебряный призёр второй лиги чемпионата Украины: 2005/06 (группа «А»), 2006/07 (группа «А»)